# Organisation for the Maintenance of Supplies
L'Organisation for the Maintenance of Supplies, créé en 1925, est un mouvement britannique situé à droite.
L'organisation a pour but de fournir des volontaires en cas de grève générale. Lors de la grève générale de 1926, elle est reprise par le gouvernement pour fournir des services vitaux, tels que les transports et les communications.

## Grève générale
À la suite du déclenchement de la grève et de l'introduction par le gouvernement de pouvoirs d'exception, l'organisme remet ses listes de membres aux nouveaux commissaires civils du gouvernement et devient ainsi une organisation d'État[réf. incomplète]. Bien que le nom OMS continue d'être utilisé, toute notion d'indépendance est abandonnée et l'OMS devient une branche gouvernementale. Le groupe compte 100 000 membres inscrits au début de la grève, mais l'origine bourgeoise d'un grand nombre de ses volontaires signifie qu'ils se révèlent souvent totalement inadaptés aux travaux manuels, tels que l'exploitation des chemins de fer et des ports.
Il dispose d'un peu plus de 5 000 bénévoles. Les conducteurs de voitures, les chauffeurs de camion et les employés des centrales électriques constituent les groupes les plus importants.
Il réussit à créer la British Gazette, un journal pro-gouvernemental, au cours de la grève.

## Fascisme
Les British Fascists (BF), qui maintiennent des unités de transport et de communications à utiliser en cas de grève, fournissent une structure organisationnelle à l'OMS, mais il y a une incertitude au niveau gouvernemental quant à l'autorisation des membres du BF de rejoindre l'OMS, compte tenu des craintes concernant leur caractère potentiellement révolutionnaire. Les membres du BF ne sont autorisés à adhérer que s'ils acceptaient de renoncer au fascisme et à l’appellation fasciste, ce qui est rejeté par la majorité du comité de contrôle du groupe dirigé par Rotha Lintorn-Orman. La faction minoritaire, dirigée par le brigadier-général R. B. D. Blakeney et le contre-amiral A. E. Armstrong, se scinde pour former un nouveau groupe connu sous le nom de Loyalists, qui intègre l'OMS dès le début de la grève.
Pourtant, certains fascistes obtiennent un rang élevé au sein de l’OMS. Le colonel Ralph Bingham, membre du BF et plus tard cofondateur du National Fascisti, travaille avec Peter Howard, qui a publié un magazine pour les fascistes en Ukraine et qui deviendra plus tard membre du New Party. Ils gèrent un dépôt OMS pendant la grève. Neil Francis Hawkins, du BF, qui deviendra plus tard une figure de proue de l'Union britannique des fascistes et du mouvement syndical, joue également un rôle important au sein de l'OMS pendant la grève.